# Isola del Liri
Isola del Liri je město v Itálii s 11 500 obyvateli. Patří k provincii Frosinone v kraji Lazio. Leží 100 km jihovýchodně od Říma na řece Liri a patří k hlavním střediskům historického regionu Terra di Lavoro. Centrum města se nachází na ostrově, obě ramena řeky zde vytvářejí vodopády Cascata del Valcatoio a Cascata Grande, vysoké téměř třicet metrů. Vodopády se podílejí na místní ekonomice, vznikly na nich továrny na výrobu papíru a textilu i vodní elektrárna.
Ve starověku zde žili Volskové. Později místo patřilo Langobardům, bylo hlavním městem Vévodství Sora a roku 1796 bylo připojeno k Neapolskému království. Po sjednocení Itálie bylo součástí Kampánie a v roce 1926 bylo přeřazeno do kraje Lazio. Národní památkou je hrad rodiny Boncompagni.
Od roku 1988 se ve městě koná festival bluesové hudby. Partnerským městem se proto stal New Orleans.